# 자오바오거우 문화
조보구 문화 또는 자오바오거우 문화(중국어 정체자: 趙寶溝文化, 병음: Zhàobǎogōu wénhuà)는 대략 기원전 5400년 경부터 기원전 4500년 경까지 중국의 동북부에서 번창한 신석기 시대의 문화이다. 1980년대부터 본격적인 발굴이 이루어지면서 중국 학계에서는 싱룽와 문화(중국어 간체자: 兴隆洼文化, 정체자: 흥륭와문화(興隆窪文化), 병음: xīnglóngwā wénhuà Xinglongwa culture[*]), 훙산 문화(중국어 간체자: 红山文化, 정체자: 紅山文化, 병음: hóngshān wénhuà), 자오바오거우 문화(중국어 정체자: 趙寶溝文化, 병음: Zhàobǎogōu wénhuà), 신러 문화(중국어 간체자: 新乐遗址, 정체자: 新樂遺跡, 병음: Xīnlè Yízhǐ Xinle culture[*]) 등의 요하일대의 신석기문화를 문화의 단계를 넘어 세계의 새로운 문명으로 보아 '요하문명'(遼河文明)으로 명명(命名)하여 부르고 있다.

## 개요
주로 내몽고 자치구에서 허베이성 북부의 하류 지역 및 롼허와 자모론 강 지역(요하 상류 지역)에서 발견되고 있다. 표식 유적인 자오바오거우 유적은 내몽고 자치구 츠펑 시 아오한 기에서 1986년에 발굴되었다. 면적은 대략 9만 평방 미터이다.
이 문화는 싱롱와 문화와 신러 문화라고 하는 중국 동북부의 요하 유역 문화에 계속해서 나타났다. 수렵, 채집, 어로 외에도 농경도 하고 있었다고 추측된다. 이 문화의 말기에 큰 제사 유적을 쌓아 올린 훙산 문화가 출현했다.

## 유적 유물
이 문화의 유적에서는 돌호미나 석포정 등과 같은 마제 석기와 타제석기 이외에 기하학 모양이나 사슴, 멧돼지 같은 동물의 문양이 새겨진 도기가 출토되었다. 또 돌이나 흙으로 만든 인형도 발견되었다.

## 같이 보기
- 중국의 신석기 문화 목록
- 싱롱와 문화
- 신러 문화
- 훙산 문화